# Mercy Ships
Mercy Ships é uma organização não governamental (ONG) internacional de ajuda humanitária, assente em princípios do cristianismo e fundada em 1978. Sua sede está localizada em Lausanne,na Suíça.

## História
Em 1978, os missionários americanos Donald Stephens e Deyon adquiriram um barco por um milhão de dólares, com o objetivo de transformá-lo em um navio-hospital, a fim de ajudar os necessitados em todo o mundo. A organização foi fundada no mesmo ano em Lausanne na Suíça. A organização foi filiado ao JOCUM antes de se tornar independente em 2003.  Após 4 anos de modernização, o forro é transformado em navio-hospital; ele tem 3 salas de cirurgia e um hospital quarto com 40 camas. Em 1982, o primeiro barco renomeado Anastasis leva o mar.
Em 2007, outro marco foi alcançado com a África Mercy, a maior das quatro navios-hospitais da organização. O ainda maior Global Mercy entrou em serviço em 2022.

## Programas

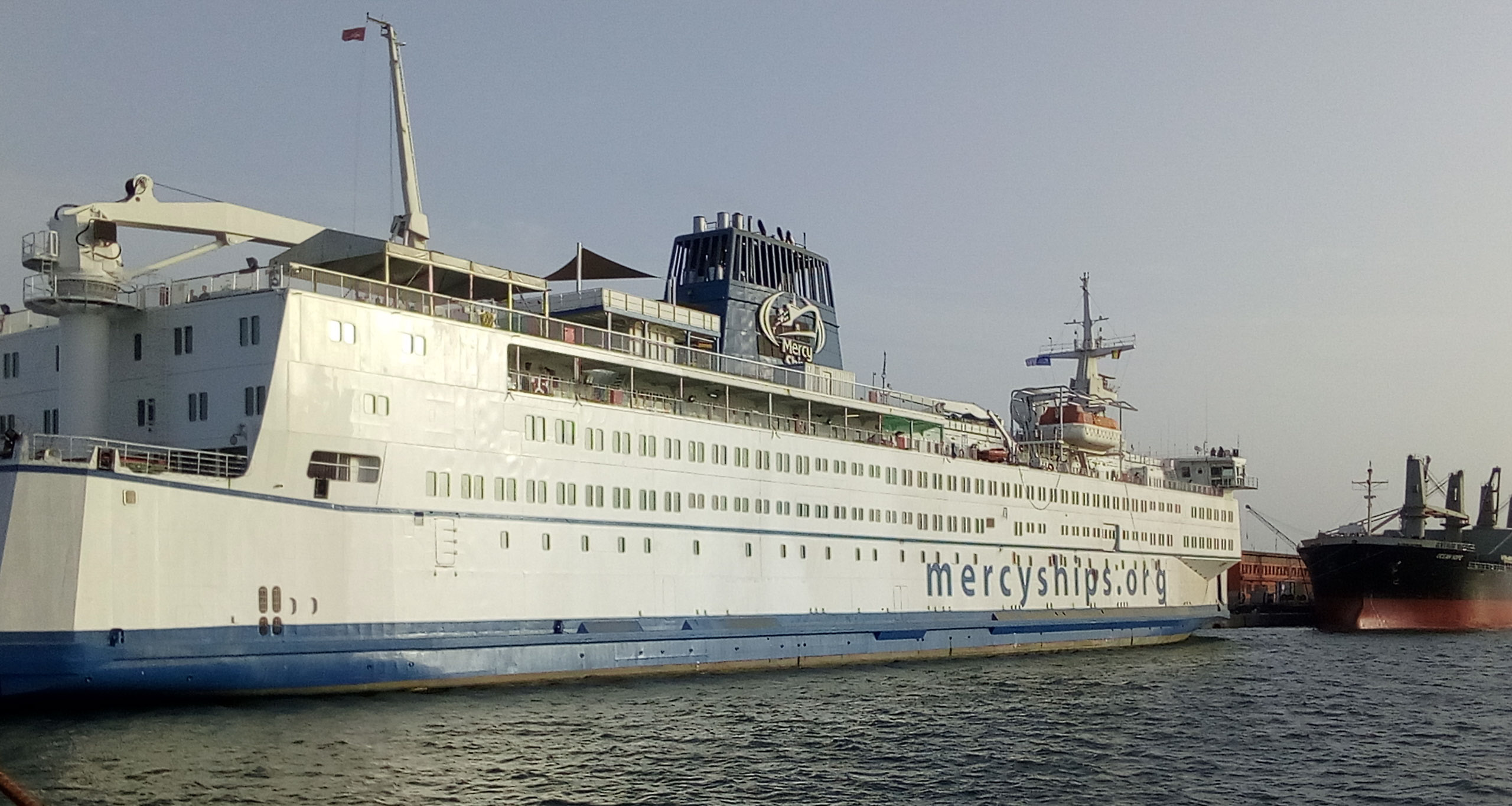
O navio-hospital "Africa Mercy" durante uma missão em Conacri, Guiné.

A ONG oferece assistência médica gratuita nas áreas de ginecologia, oftalmologia, cirurgia e  atendimento odontológico.A Mercy Ships também oferece treinamento para pessoal médico nas cidades visitadas para melhorar seus conhecimentos e prática de cirurgia operatória. 